# 16º Centro radar A.M.
Il 16º Centro radar dell'Aeronautica Militare - Monte Telegrafo (16 °C.R.A.M.) (callsign:  Bora) fu un ente dell'Aeronautica Militare ubicato nel territorio comunale di Bressanone (BZ), più precisamente sulla montagna Plose. Il centro fu attivo negli anni sessanta e settanta.
La denominazione di centro radar avvenne solamente dopo il 1º luglio 1974, quando i Control and Reporting Post - C.R.P. (posto di riporto e controllo) dell'Aeronautica hanno assunto la nuova denominazione.

## Storia

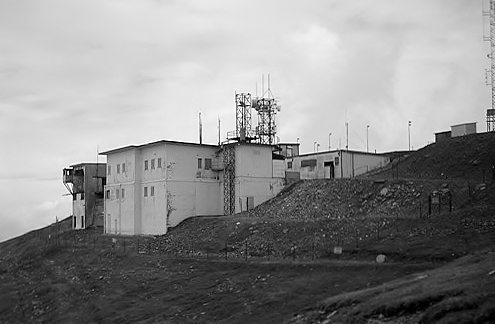
La vecchia base operativa dell'Aeronautica Militare

Il centro radar fu costruito in quota già prima del 1958, essendosi manifestato il bisogno di avere una migliore "visuale radar". Esso aveva la sua base logistica a Plancios, nei pressi del ristorante Aurora, e una base operativa sulla cima del monte.
Dalla base logistica una funivia militare gestita dall'Aeronautica Militare permetteva il collegamento con la base operativa, posta sul monte Telegrafo, dove si trovavano anche alcune antenne radar, nei pressi del rifugio Plose.
La scelta di avere un centro radar sul monte Telegrafo non fu casuale. Verso la metà degli anni cinquanta si volevano coprire alcune zone d'ombra di Pedro, nominativo radio di una postazione radar installata presso l'aeroporto militare di Udine-Campoformido.
Gli addetti ai lavori cercarono dapprima una collocazione adatta nelle campagne veneto-friulane, fino a cambiare totalmente la loro decisione spostandosi in Alto Adige. Qui dapprima fu pensato di sistemarlo nell'aeroporto di Bolzano, ma infine si optò per la sua destinazione finale, in quota e nei pressi del rifugio Plose.
Questa nuova stazione radar ricevette il nominativo radio Bora.
Al tempo della installazione degli impianti, i radar "tridimensionali" non erano largamente diffusi, pertanto il sito radar impiegava due antenne: l'antenna di ricerca e quella di rilevamento della quota. Queste erano due antenne del tutto indipendenti. Erano gli operatori che dirigevano il radar "quotametro" su un determinato aereo per rilevarne la quota. La prima antenna determinava la direzione di provenienza e la distanza, la seconda antenna rilevava la quota.
Inserito fin dal tempo di pace della catena di avvistamento radar della NATO, il compito del 16 °C.R.A.M era sorvegliare lo spazio aereo 24 ore al giorno, tutti i giorni dell'anno e inviare agli altri gruppi radar limitrofi i dati sui velivoli avvistati dalla sua posizione privilegiata e alla stessa maniera operava il 17º Gruppo radar A.M., posto in cima al monte Scinauz, nei pressi di Pontebba (UD). Questo gruppo radar riusciva ad individuare e discernere aerei civili da quelli militari, anche oltre il confine nazionale del Brennero, fino ad arrivare in Baviera.
Il 16° Centro radar dipendeva dal 1º ROC di Monte Venda (nel comune di Galzignano Terme nei Colli Euganei). In questo centro radar, si trovavano circa un centinaio di avieri di leva (tra cui, ACDA - aiuto controllore difesa aerea, VAM - vigilanza aeronautica militare, autisti, meccanici, ...) e un numero pressoché uguale tra sottoufficiali e ufficiali (controllori, ...).

## Base logistica
Nella base logistica si trovava alla sinistra dell'ingresso (a nord) il corpo di guardia, a seguire l'autoreparto con le due pompe per il rifornimento ed il centralino. Di fronte al corpo di guardia invece si trova la chiesetta (costruita dopo il 1967), all'epoca era consentito l'accesso anche ai civili locali per le messe festive (oggi l'interno è vuoto). Dietro al corpo di guardia si trovava una cabina dell'Enel. In fondo al piazzale principale si trova un edificio a T, che ospitava:
- al piano terra: una cameretta VAM, la mensa, il circolo sottoufficiali, ufficiali e per la truppa, alcuni uffici magazzini e l'infermeria;
- al primo piano: camerette degli specialisti e dei generici.

Dietro questo edificio si trovava la stazione di partenza della funivia, ove si trovava anche l'alloggio per l'addetto civile.
A valle del piazzale c'era un campo da tennis.
Per la difesa vi erano tre postazioni per Breda-SAFAT. Per un certo periodo alla base fu fatto arrivare un cannoncino come arma contraerei.
In attesa della fine lavori per la costruzione della base logistica, il personale veniva alloggiato presso una baita della forestale.

## Base operativa

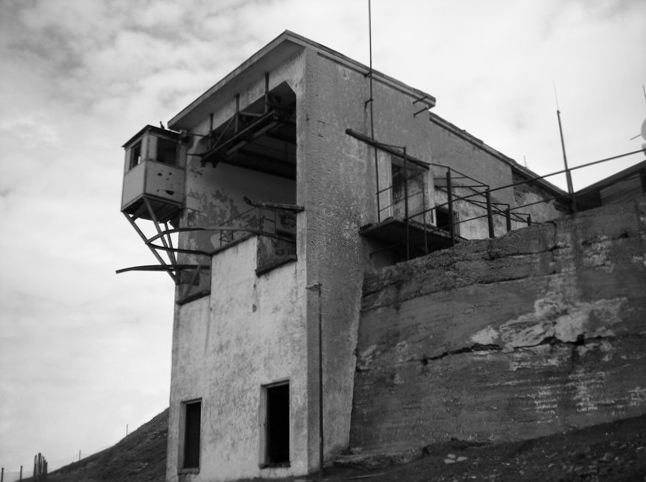
Stazione d'arrivo della funivia alla base operativa

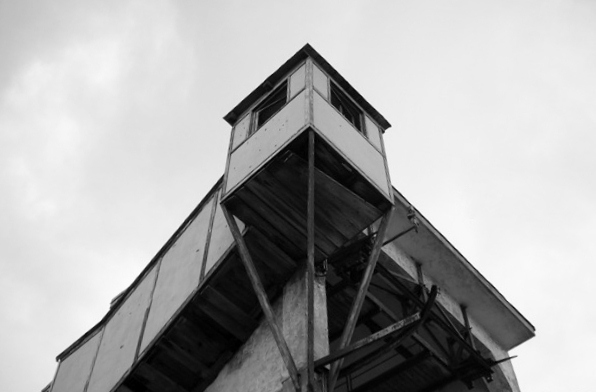
Garitta funivia

In base operativa la sorveglianza del perimetro (servizio svolto da Avieri VAM) veniva effettuata dall'interno di due garitte: una sul piazzale ed una agganciata alla stazione di arrivo della funivia.
Per la difesa dell'area c'erano tre postazioni per Breda-SAFAT, servite all'occorrenza da due avieri VAM per ciascuna postazione.
L'arma individuale in garitta piazzale era il Moschetto Automatico Beretta mod. 4 (MAB) con caricatore da 40 colpi. L'arma individuale in garitta funivia era la pistola automatica Beretta mod. 34 cal. 9 corto (PAB).
La garitta sul piazzale era munita su quel lato di una schermatura costituita da una rete in ferro zincato sostenuta da appositi supporti; si suppone per salvaguardare l'incolumità del soldato data l'esposizione della garitta alle emissioni elettromagnetiche del radar (vedi il principio della gabbia di Faraday). Le due garitte erano collegate tra loro, e con il corpo di guardia, tramite due normali telefoni campali, ovvero "a manovella".
Durante la presenza di forte vento il radar doveva venire bloccato in un'apposita direzione in modo da prevenire un distruttivo effetto vela. Durante l'inverno invece nella base del radar erano alloggiate alcune serpentine per evitare la formazione di ghiaccio.
Le antenne del primo ponte radio, dirette verso la Paganella, assicuravano i collegamenti e trasmissioni di dati sia in fonia che in grafia.

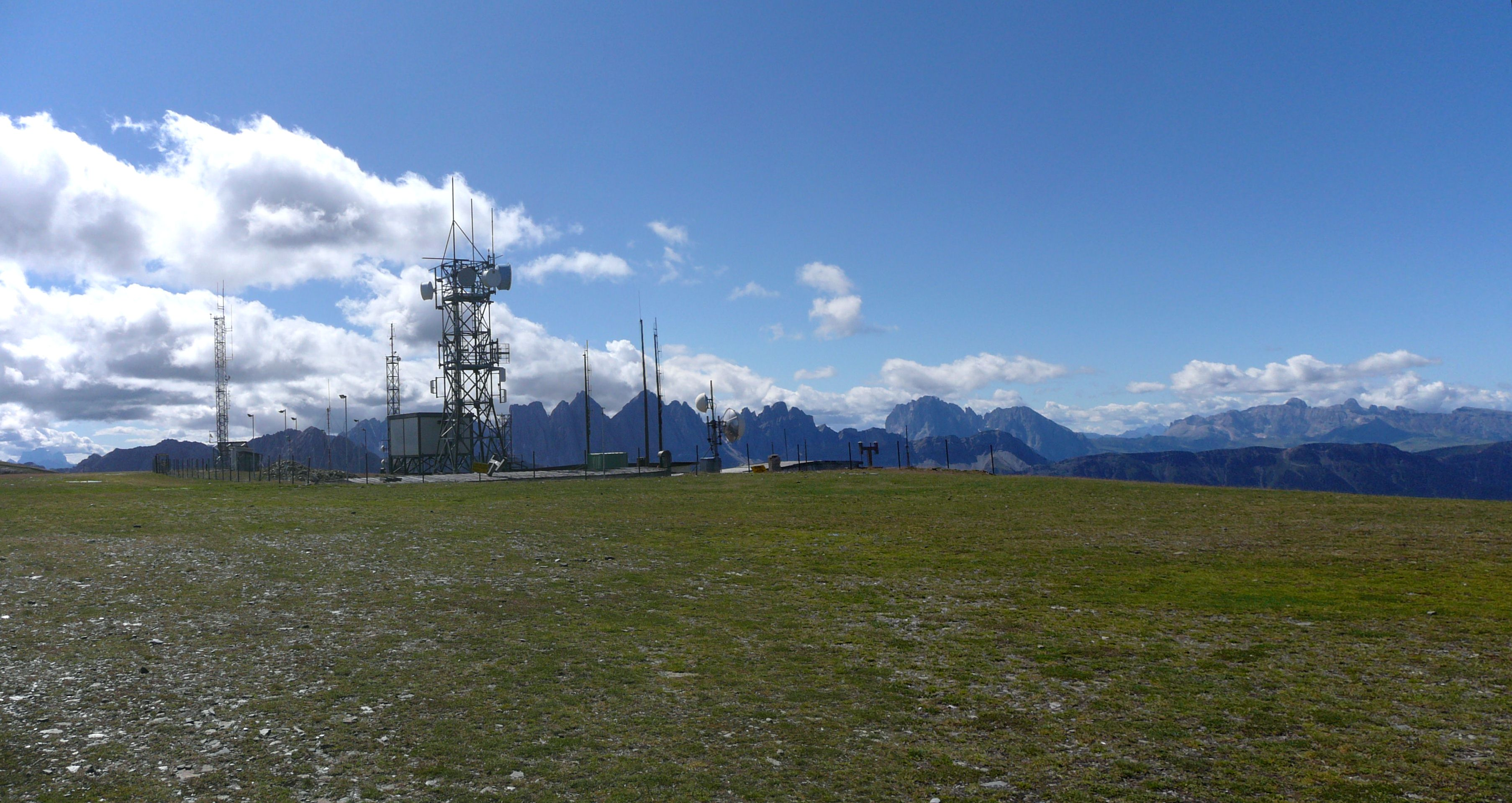
La base operativa e sullo sfondo le Odle

La postazione aveva in dotazione un radar di ricerca AN/TPS-1E e uno di quota AN/TPS-10D.
Per accedere a questa base, si usava principalmente la funivia, nei mesi più caldi vi era una strada camionabile che raggiungeva la base; veniva anche usata anche per rifornire la base operativa di gasolio. D'inverno invece in caso di emergenze l'unica alternativa alla funivia era l'elicottero; infatti sempre dentro la recinzione dell'area della base si trovava una piazzola per l'atterraggio.
All'interno del confine della base operativa l'aeronautica ospitava un distaccamento di alpini (generalmente tre che si avvicendavano ogni paio di settimane), i quali avevano il compito di gestire i loro ponti radio e alloggiavano in un loro baraccamento poco distante, il container "MORTEO".
Tutte le necessità di questa base erano trasportate in funivia, dall'acqua ai pasti per quelli che avevano il turno li. La corrente elettrica invece veniva fornita dalla base logistica e trasmessa attraverso dei cavi interrati, così come per il collegamento telefonico; saltuariamente si adoperava il gruppo elettrogeno, per testarne l'efficienza.
La base operativa era ben delimitata e protetta da una recinzione, costituita da pali in calcestruzzo che sostenevano una rete di filo spinato, alla cui base interna erano disposte uno o due matasse di filo spinato.
Prima della sua costruzione, la cima di monte Telegrafo, era una vera e propria cima. Con l'inizio dei lavori di costruzione della base operativa, la cresta è stata spianata e abbassata di parecchie decine di metri grazie all'esplosione di una mina.

## Funivia di collegamento
Tra il 1959 e il 1978 le due basi, quella logistica e quella operativa, erano collegate da una funivia. Il percorso di circa 3 chilometri era superato in 8 minuti, scavalcando altri due impianti di risalita civili e sorretto da 4 piloni in cemento armato, alla cui base si trovava una porta.
L'impianto era dotato di due sole cabine, mentre una saliva l'altra scendeva. La funivia era di "tipo Hölzl", in grado di trasportare fino a 6 persone al massimo.
Negli anni cinquanta l'aeronautica aveva tentato un accordo con il comune di Bressanone per poter unire le forze nella costruzione di una funivia assieme, con relativa suddivisione delle spese di costruzione. Il comune non prese mai decisioni in proposito e quindi l'A.M. nel 1958 fece costruire la sua funivia, mentre il comune nel 1960 iniziò la costruzione della propria.
Questa proposta, mai accolta, ha avuto la conseguenza che la base logistica fu costruita a Plancios, mentre se si fosse stretto l'accordo, questa poteva essere edificata a quote più basse, ad esempio a Sant'Andrea in Monte, se non ancora più a valle presso Millan.

## La chiusura
La funivia e i radar furono disattivati nel 1978, ora entrambi i siti si trovano in stato di abbandono. Oggigiorno esistono prospettive di cessione dal Demanio dello Stato alla provincia autonoma di Bolzano per la riconversione strutture ad uso turistico.

## Altri gruppi e centri radar disciolti
- 11º Gruppo radar - Poggio Renatico (FE)
- 12º Gruppo radar - Mortara (PV)
- 13º Gruppo radar - Lame di Concordia Sagittaria (VE)[1]
- 14º Gruppo radar - Porto Potenza Picena (MC)
- 15º Gruppo radar - Capo Mele, Andora (SV)
- 17º Gruppo radar - Monte Scinauz, Pontebba (UD)
- 23º Gruppo radar - Terralba (OR)
- 31º Gruppo radar - loc. Monte Iacotenente, Monte Sant'Angelo (FG)
- 33º Gruppo radar - Pescara
- 35º Gruppo radar - Marsala (TP)